# Kekrops
Kekrops, gr. Κέκροψ – w mitologii greckiej attycki heros i król, półczłowiek, półwąż. 

## Rządy
Był mitycznym królem Attyki, w zależności od wersji pierwszym lub trzecim (poprzedzali go Aktajos i Ogygos). 
Założył miasto Kekropię na Akropolu, późniejsze Ateny. Za jego panowania Atena i Posejdon prowadzili spór o władzę nad Attyką i o jego rozstrzygnięcie zwrócili się do Kekropsa. Posejdon w celu przypodobania się Kekropsowi sprawił, że na akropolu wytrysnęła słona woda, natomiast Atena posadziła drzewa oliwne. Kekrops rozstrzygnął spór na korzyść Ateny (przyznał jej opiekę nad Atenami), co straszliwie rozgniewało Posejdona, który zesłał na Attykę potop.
Wprowadził kult Ateny i Zeusa, monogamię oraz palenie zwłok. Zreformował prawo własności. Wynalazł pismo, ustanowił rytuał zawierania małżeństw i zniósł ofiary z ludzi.

## Pochodzenie i rodzina
Rzekomo był synem Gai, w innych wersjach był przybyszem z Krety lub Egiptu albo został zrodzony wprost z ziemi. Ożenił się z Aglauros, córką Aktajosa – wcześniejszego władcy Attyki. Miał jednego syna – Erysichtona i trzy córki: Aglauros, Herse i Pandrosos.